# NGC 7831
NGC 7831 is een spiraalvormig sterrenstelsel in het sterrenbeeld Andromeda. Het hemelobject werd op 20 september 1885 ontdekt door de Amerikaanse astronoom Lewis A. Swift.

## Synoniemen
- IC 1530
- IRAS 00047+3219
- UGC 60
- ZWG 498.78
- MCG 5-1-32
- ZWG 499.50
- ARAK 2
- PGC 569